# Brantsen

Wapen van tak van Johan Brantsen (1824)

Brantsen is een Arnhemse regentenfamilie waarvan in 1824 een lid als jonkheer verheven werd in de adelstand en een ander lid werd in 1828 verheven met verlening van de titel baron bij eerstgeboorte. Het adellijke geslacht is in 2019 in mannelijke lijn uitgestorven.

## Geschiedenis
De stamreeks begint met Brant Evert Andriesz die in de tweede helft van de 15e eeuw land onder Barneveld bezat. Diens nazaten verhuisden in de 16e eeuw naar Arnhem, waar verschillende telgen van het geslacht belangrijke publieke functies zoals burgemeester en schepen bekleedden.
In 1824 werd een lid van deze familie, mr. Johan Brantsen (1768-1825) verheven in de Nederlandse adel met het predicaat van jonkheer. In 1828 werd zijn neef Derk Willem Gerard Johan Hendrik Brantsen (1801-1851) eveneens verheven in de Nederlandse adel met de titel van baron, overgaande bij recht van eerstgeboorte.

## Wapen

Wapen van tak van Derk Willem Gerard Johan Hendrik Brantsen (1828)

Johan Brantsen (verheffing 1824) schild: in zilver drie omgekeerde zwarte heideplanten naast elkaar, beneden vergezeld van drie gouden lelies naast elkaar, aanziende helm.
Dirk Willem Gerard Johan Hendrik Brantsen (verheffing 1828) schild: in zilver drie zwarte heideplanten naast elkaar, beneden vergezeld van drie gouden lelies naast elkaar, halfafziende helm.
Bij de verheffing van Derk Willem Gerard Johan Hendrik Brantsen werd een aangepast wapen volgens Koninklijk Besluit van 14 juni 1828 verleend, waarbij de heideplanten niet omgekeerd staan, de helm halfaanziend is, en de takken groen zijn.

## Enkele telgen
- mr. Johan Brantsen (1699-1742)
  - Gerard Brantsen (1734/1735-1809), staatsman
  - mr. Derk Willem Abraham Brantsen (1742-1808), jurist en bestuurder
    - jhr. mr. Johan Brantsen (1768-1825), lid gedeputeerde staten van Gelderland
    - Gerhard Brantsen (1772-1814), kamerheer van koning Lodewijk Napoleon en van keizer Napoleon
      - mr. Derk Willem Gerard Johan Hendrik baron Brantsen van de Zijp (1801-1851), politicus
        - jkvr. Gerardina Andrea Helena Brantsen (1828-1882); trouwde in 1851 met Arend Jacob Unico baron van Wassenaer (1825-1876), burgemeester
        - mr. Willem Gerard baron Brantsen van de Zyp  (1831-1899), politicus
          - jkvr. Alwina Brantsen (1868-1957); trouwde in 1894 met Karl Leopold Eugen Graf von der Goltz (1864-1944), generaal-majoor, vleugel-adjudant van keizer Wilhelm II en afstammeling van een natuurlijke, in 1787 in de Pruisische adel opgenomen en in 1789 tot graaf verheven telg uit geslacht Von der Goltz

        - jhr. Theodoor Leopold Brantsen (1833-1889), luitenant-ter-zee, ridder Militaire Willems-Orde
        - Carel Marie baron Brantsen (1834-1909), politicus
          - Jkvr. Amélie (Amée) Jacqueline Julie Brantsen, (1875-1951), bewoner en eigenaar van Rhederhof te Rheden
          - Jacob Carel Julius (Jules) baron Brantsen (1877-Buchenwald, 1944), directeur Circus Durandsen en medewerker inlichtingendiensten
          - Vivian Jacob Lodewijk Tom baron Brantsen (1880-1954), bewoner en eigenaar van Wielbergen te Angerlo

        - jkvr. Sara Geertruida Agatha Brantsen (1836-1923); trouwde in 1856 met mr. Frederik Jacob Willem baron van Pallandt, heer van Keppel en Barlham (1825-1888), lid van de Eerste Kamer
        - jhr. Alexander Adolph Eduard Johan Reinoud Brantsen (1838-1904), lid provinciale staten van Gelderland
          - Dirk Willem baron Brantsen (1899-1985), lid van de Duitse SS
            - Harro Walter baron Brantsen (1945-2019), laatste mannelijke telg van het geslacht

      - Jhr. mr. Jacob Pieter Johan Theodore Brantsen (1803-1880), burgemeester van Rozendaal en daarna van Rheden, bewoner en eigenaar van Rhederoord te Rheden